# Luis García del Moral
Luis García del Moral es un médico español, especialista en medicina deportiva.

## Biografía
La carrera profesional de Luis García del Moral está muy asociada al ciclismo. En 1998 trabajó como médico del Club Deportivo Tenerife, después pasó a trabajar en el US Postal, y también formó parte del equipo médico de la selección nacional de ciclismo de España de 1993 a 1998. Pero su actividad no se limitó a este ámbito, y durante algún tiempo también trabajó como asesor médico de los equipos de fútbol Valencia C. F. y F. C. Barcelona según figuraba en su curriculum, aunque este extremo fue desmentido por el F. C. Barcelona.
En 2003 tras los primeros 5 Tours ganados por Lance Armstrong pasó a dirigir el Instituto de Medicina del Deporte de Valencia, centro de medicina deportiva municipal, desvinculándose del ciclismo profesional.
En 2012 la USADA publicó un informe en el que destapaba una trama de dopaje organizada alrededor de Lance Armstrong en el equipo US Postal, la cual le ayudó a obtener las victorias en el Tour de Francia durante siete años consecutivos. En este informe se detallaba que los médicos que daban soporte a la trama eran Michele Ferrari, Luis García del Moral y José Martí, los cuales fueron suspendidos de por vida para el tratamiento de deportistas. En 2018 el Dr Luis García del Moral fue exonerado tras declarar en el Tribunal de Arbitraje Deportivo (TAS).
También formó parte de la plantilla de médicos de la academia de tenis valenciana TennisVal hasta 2012, momento en el que dejó de colaborar al publicarse la información sobre su relación con el caso Armstrong. David Ferrer, uno de los tenistas que entrena en las instalaciones de TennisVal, negó cualquier relación con el médico.